# Mauro Camoranesi
Mauro Germán Camoranesi Serra (født 4. oktober 1976 i Tandil, Argentina) er en argentinsk-italiensk tidligere fodboldspiller.
Camoranesi spillede for klubber i Mexico og Argentina før han tog til Italien i 2000, først til Hellas Verona i 2000, og derefter til Juventus i 2002.
Argentinskfødte Camoranesi havde muligheden for at spille for Italien på grund af sit italienske ophav, så han bestemte sig for at spille for Italien i stedet for sit argentinske fødeland. Han debuterede på landsholdet i en kamp mod Portugal i 2003.
Han er for nu cheftræner for den Cypriotiske klub , Anorthosis Famagusta.